# Francisco José Maldonado Collante
Francisco José Maldonado Collante (nascut el 2 de juny de 1981 a San Fernando, Cadis) és un futbolista andalús, ja retirat, que jugava com a davanter. Es va retirar el 2016 amb el San Fernando Club Deportivo.